# Stazione meteorologica di Vizzola Ticino
La stazione meteorologica di Vizzola Ticino è la stazione meteorologica di riferimento relativa alla località di Vizzola Ticino.

## Coordinate geografiche
La stazione meteo si trova nell'Italia nord-occidentale, in Lombardia, in provincia di Varese, nel comune di Vizzola Ticino, a 221 metri s.l.m. e alle coordinate geografiche 45°37′N 8°41′E.

## Dati climatologici
In base alla media trentennale di riferimento 1961-1990, la temperatura media del mese più freddo, gennaio, si attesta a +1,0 °C; quella del mese più caldo, luglio, è di +21,9 °C.
Le precipitazioni medie annue sono superiori ai 1.200 mm, mediamente distribuite in 76 giorni, e presentano accentuati picchi primaverile ed autunnale e minimi relativi invernale ed estivo .
| Vizzola Ticino      | Mesi | Mesi | Mesi | Mesi | Mesi | Mesi | Mesi | Mesi | Mesi | Mesi | Mesi | Mesi | Stagioni | Stagioni | Stagioni | Stagioni | Anno  |
| Vizzola Ticino      | Gen  | Feb  | Mar  | Apr  | Mag  | Giu  | Lug  | Ago  | Set  | Ott  | Nov  | Dic  | Inv      | Pri      | Est      | Aut      | Anno  |
| ------------------- | ---- | ---- | ---- | ---- | ---- | ---- | ---- | ---- | ---- | ---- | ---- | ---- | -------- | -------- | -------- | -------- | ----- |
| T. max. media (°C)  | 4,1  | 6,9  | 11,1 | 15,8 | 20,8 | 25,3 | 27,8 | 25,8 | 21,5 | 15,8 | 9,5  | 4,7  | 5,2      | 15,9     | 26,3     | 15,6     | 15,8  |
| T. min. media (°C)  | −2,1 | −0,4 | 2,0  | 5,5  | 9,8  | 13,6 | 16,1 | 15,5 | 12,2 | 7,6  | 2,9  | −1,6 | −1,4     | 5,8      | 15,1     | 7,6      | 6,8   |
| Precipitazioni (mm) | 87   | 101  | 105  | 112  | 127  | 101  | 61   | 98   | 98   | 121  | 135  | 56   | 244      | 344      | 260      | 354      | 1 202 |
| Giorni di pioggia   | 6    | 6    | 6    | 7    | 8    | 7    | 5    | 7    | 6    | 6    | 7    | 5    | 17       | 21       | 19       | 19       | 76    |